# Mark Reckless
 (novembre 2020).
Si vous disposez d'ouvrages ou d'articles de référence ou si vous connaissez des sites web de qualité traitant du thème abordé ici, merci de compléter l'article en donnant les références utiles à sa vérifiabilité et en les liant à la section « Notes et références ».
Mark John Reckless, né le 6 décembre 1970, est un homme politique britannique et ex-membre du Parti conservateur.

## Biographie
Reckless était député pour la circonscription de Rochester and Strood. Après avoir été membre du Parti conservateur, il est passé sous la bannière du parti UKIP. Il est le second député de l'histoire de l'UKIP, après Douglas Carswell. Il est battu aux élections générales du 7 mai 2015.

## Résultats électoraux

### Chambres des communes
| Élection          | Circonscription      | Parti | Parti        | Voix   | %    | Résultats |
| ----------------- | -------------------- | ----- | ------------ | ------ | ---- | --------- |
| Générales de 2001 | Medway               |       | Conservateur | 15 134 | 39,2 | Échec     |
| Générales de 2005 | Medway               |       | Conservateur | 17 120 | 41,7 | Échec     |
| Générales de 2010 | Rochester and Strood |       | Conservateur | 23 604 | 49,2 | Élu       |
| Partielle de 2014 | Rochester and Strood |       | UKIP         | 16 867 | 42,1 | Élu       |
| Générales de 2015 | Rochester and Strood |       | UKIP         | 16 009 | 30,5 | Échec     |

### Assemblée galloise
| Élection             | Circonscription                             | Parti | Parti | Voix   | %    | Résultats |
| -------------------- | ------------------------------------------- | ----- | ----- | ------ | ---- | --------- |
| Législatives de 2016 | South Wales East (Circonscription régional) |       | UKIP  | 34 524 | 17,8 | Élu       |